# Estepa kazaja
La estepa kazaja (en kazajo: Qazaq dalasy, Қазақ даласы, también Uly dala, Ұлы дала "Gran Estepa"), también llamada la Gran Dala, o ecorregión de bioma de pastizales y matorrales templados del Paleártico, es una vasta región de abiertos pastizales en el norte de Kazajistán y partes adyacentes de Rusia, que se extiende al este de la estepa póntica y al oeste de la estepa del valle de Emin, con la que forma parte de la estepa euroasiática. Antes de mediados del siglo XIX se llamaba la estepa de Kirguiz, siendo Kirguiz un antiguo nombre para los kazajos.

## Localización

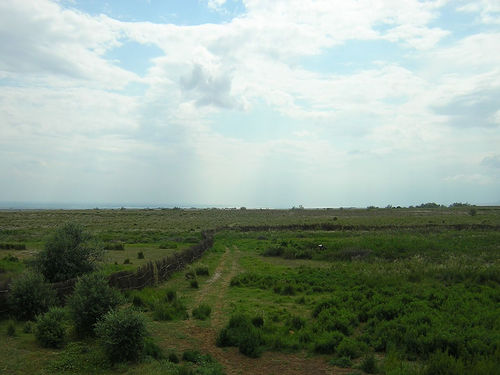
Estepa Euroasiática en el Parque Nacional Altyn Emeil, Provincia de Almaty, Kazajistán

La estepa se extiende por más de 2200 km del área al este de la depresión del Caspio y al norte del mar de Aral, hasta las montañas de Altái. Es la región de estepa seca más grande del mundo, con aproximadamente 804,450 kilómetros cuadrados. La estepa kazaja se encuentra en el extremo sur de los montes Urales, la línea divisoria tradicional entre Europa y Asia. Gran parte de la estepa se considera semidesértica, clasificada en desierto a medida que se avanza hacia el sur. Las tierras bajas de Turan se encuentran en la parte sudoeste de la estepa, pero la elevación aumenta a medida que se viaja hacia el este o hacia la parte norte de la estepa, con algunas excepciones. 
La estepa póntica se encuentra al oeste y al noroeste. Al norte y noreste de la estepa kazaja se encuentra la estepa forestal kazaja, una ecorregión de pinares intercalados con praderas que forman una transición entre la estepa kazaja y los bosques de Siberia. Al sur se encuentra el semidesierto kazajo y las ecorregiones de tierras altas de Kazajistán. El macizo de Kokchetav en el centro-norte de Kazajistán alberga un enclave de las tierras altas de Kazajistán, distinto de la estepa kazaja que lo rodea en elevaciones más bajas. 

### Clima
La región tiene un clima semiárido, continental, con la mayor parte del área incluida en la clasificación "BSk" bajo el sistema de clasificación del clima de Köppen. La estepa recibe de 200 mm a 400 mm de precipitación en un año promedio, con más cantidad en las áreas del norte de la estepa. Las temperaturas promedio en julio varían de 20 °C a 26 °C y de -12 °C a -18 °C en enero. Vientos muy fuertes barren las llanuras a veces. 
| Parámetros climáticos promedio de Nursultán | Parámetros climáticos promedio de Nursultán | Parámetros climáticos promedio de Nursultán | Parámetros climáticos promedio de Nursultán | Parámetros climáticos promedio de Nursultán | Parámetros climáticos promedio de Nursultán | Parámetros climáticos promedio de Nursultán | Parámetros climáticos promedio de Nursultán | Parámetros climáticos promedio de Nursultán | Parámetros climáticos promedio de Nursultán | Parámetros climáticos promedio de Nursultán | Parámetros climáticos promedio de Nursultán | Parámetros climáticos promedio de Nursultán | Parámetros climáticos promedio de Nursultán |
| Mes                                         | Ene.                                        | Feb.                                        | Mar.                                        | Abr.                                        | May.                                        | Jun.                                        | Jul.                                        | Ago.                                        | Sep.                                        | Oct.                                        | Nov.                                        | Dic.                                        | Anual                                       |
| ------------------------------------------- | ------------------------------------------- | ------------------------------------------- | ------------------------------------------- | ------------------------------------------- | ------------------------------------------- | ------------------------------------------- | ------------------------------------------- | ------------------------------------------- | ------------------------------------------- | ------------------------------------------- | ------------------------------------------- | ------------------------------------------- | ------------------------------------------- |
| Temp. máx. abs. (°C)                        | 4                                           | 5                                           | 22                                          | 30                                          | 36                                          | 40                                          | 42                                          | 39                                          | 36                                          | 27                                          | 19                                          | 5                                           | 42                                          |
| Temp. máx. media (°C)                       | -12                                         | -11                                         | -4                                          | 9                                           | 19                                          | 25                                          | 27                                          | 24                                          | 18                                          | 8                                           | -2                                          | -9                                          | 7                                           |
| Temp. media (°C)                            | -15                                         | -15                                         | -9                                          | 5                                           | 13                                          | 19                                          | 21                                          | 18                                          | 12                                          | 4                                           | -6                                          | -12                                         | 3                                           |
| Temp. mín. media (°C)                       | -21                                         | -21                                         | -15                                         | -2                                          | 5                                           | 11                                          | 13                                          | 11                                          | 5                                           | -1                                          | -11                                         | -18                                         | -3                                          |
| Temp. mín. abs. (°C)                        | -52                                         | -49                                         | -38                                         | -28                                         | -11                                         | -2                                          | 2                                           | -2                                          | -8                                          | -26                                         | -39                                         | -44                                         | -52                                         |
| Precipitación total (mm)                    | 22                                          | 14                                          | 19                                          | 21                                          | 31                                          | 40                                          | 50                                          | 37                                          | 26                                          | 27                                          | 20                                          | 22                                          | 327                                         |
| [cita requerida]                            |                                             |                                             |                                             |                                             |                                             |                                             |                                             |                                             |                                             |                                             |                                             |                                             |                                             |

## Flora y fauna
Debido a la escasa precipitación, la estepa tiene pocos árboles y está compuesta principalmente de pastizales y grandes áreas arenosas. La vegetación típica incluye el zacate (Stipa), el ajenjo (Artemisia (género)) y la festuca (Festuca).
Animales que puede ser encontrado en las estepas de Kazajistán incluyen el antílope saiga, corzo siberiano, lobos, zorros, tejones, gerbil de Mongolia y la tortuga de estepa.

## Habitantes

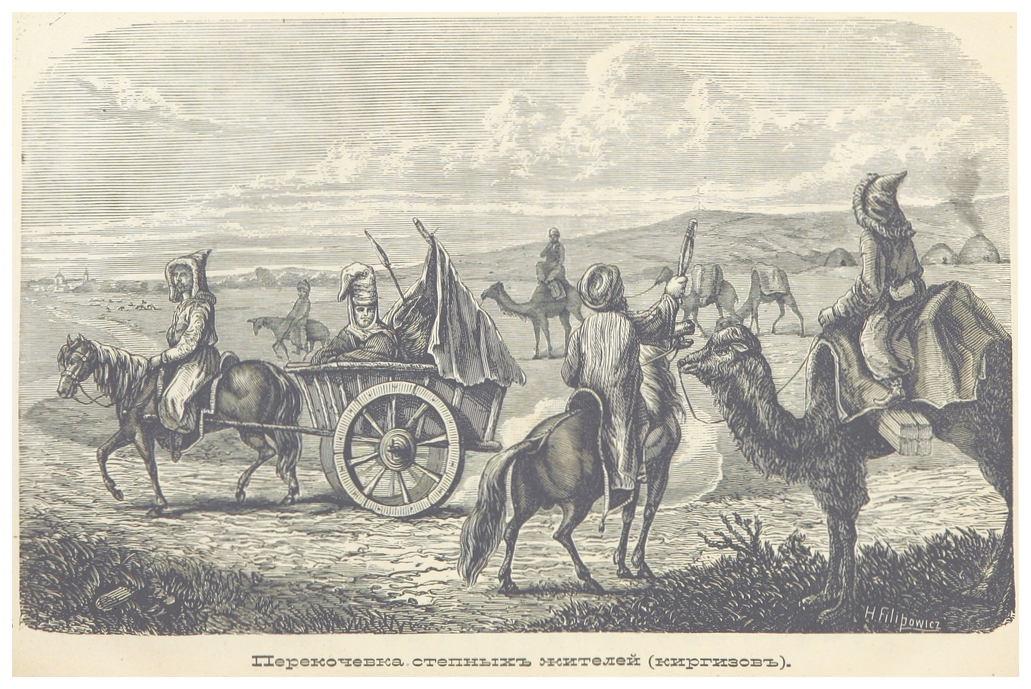
Nómadas kazajos

La parte occidental de la estepa kazaja está muy poco poblada, con entre dos y tres personas por kilómetro cuadrado. A medida que uno se dirige al este a través de las llanuras, la densidad de población aumenta a entre cuatro y siete personas por kilómetro cuadrado. Los kazajos conforman la mayoría de las personas que viven en la zona. Rusia arrienda aproximadamente 7,360 kilómetros cuadrados en la región sur de la estepa para la instalación de lanzamiento espacial más antigua del mundo, el Cosmódromo de Baikonur. 

## En la cultura popular
La película Tulpan (2008) fue filmada y ambientada en la estepa kazaja.